# Герольцхофен
Герольцхофен (нем. Gerolzhofen) — город и городская община в Германии, расположен в земле Бавария. 
Подчинён административному округу Нижняя Франкония. Входит в состав района Швайнфурт. Подчиняется управлению Герольцхофен.  Население составляет 6528 человек (на 31 декабря 2010 года). Занимает площадь 18,35 км². Официальный код  —  09 6 78 134.
Городская община подразделяется на 2 городских района.

## Население

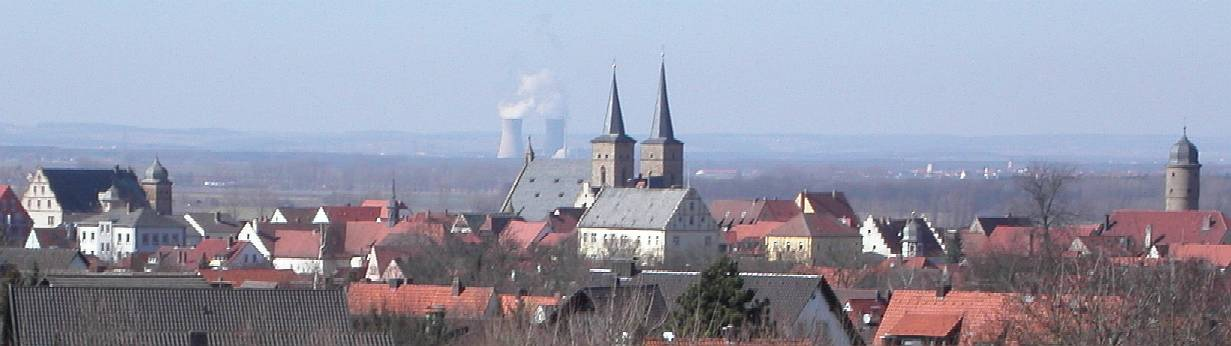
Герольцхофен

По оценке на 31 декабря 2015 года население общины Герольцхофен составляет 6902 чел. 

| Дата      | 1840 | 1871 | 1900 | 1925 | 1939 | 1950 | 1961 | 1970 | 1987 | 2011 |
| --------- | ---- | ---- | ---- | ---- | ---- | ---- | ---- | ---- | ---- | ---- |
| Население | 2186 | 2194 | 2290 | 2945 | 3532 | 5097 | 5657 | 6333 | 6346 | 6701 |

| Год       | 1960 | 1970 | 1980 | 1990 | 2000 | 2009 | 2010 | 2011 | 2012 | 2013 | 2014 | 2015 |
| --------- | ---- | ---- | ---- | ---- | ---- | ---- | ---- | ---- | ---- | ---- | ---- | ---- |
| Население | 5504 | 6346 | 6285 | 6634 | 6881 | 6552 | 6528 | 6674 | 6676 | 6699 | 6788 | 6902 |